# Région d'État récréative de Garden Island
Pour les articles homonymes, voir Garden Island.
La Région d'État récréative de Garden Island (en anglais : Garden Island State Recreation Area) est une réserve naturelle située dans l'État du Minnesota, aux États-Unis. Il s'agit d'une île qui se trouve sur le lac des Bois, près de la frontière canadienne.